# Elaphognathia cornigera
Elaphognathia cornigera là một loài chân đều trong họ Gnathiidae. Loài này được Nunomura miêu tả khoa học năm 1992.